# Diana Zimmermann
Diana Zimmermann (n. 1971, Frankfurt am Main, RFG) este o membră corespondentă din Pekin a postului TV ZDF. Ea transmite știri din Asia de Est: China, Hong Kong și Macau, precum și din Mongolia, Coreea de Sud și de Nord, Japonia, Taiwan, Filipine și Micronezia. Diana a studiat filologia, istoria în Berlin, Paris și Kunming. Deja în timpul studiului transmitea știri pentru posturile ZDF și 3sat, din Paris și Kunming. Între anii 2000 - 2003 a fost reporteră și redactoare la postul ARTE, ca ulterior în 2005 să ajungă la reporteră la ARD. Din anul martie 2007 este corespondentă ZDF în Pekin. Diana Zimmermann este căsătorită și are o fiică.